# Hans von Blixen-Finecke
Hans Gustaf von Blixen-Finecke (født 25. juli 1886 i Skurup i Skåne i  Sverige, død 26. september 1917 i Penzance, Cornwall, England) var en svensk baron, løjtnant og konkurrencerytter.
Von Blixen-Finecke deltog i de olympiske lege 1912 i Stockholm, hvor han vandt bronze i dressurkonkurrencen med hesten "Maggie" efter sine landsmænd Carl Bonde på "Emperor" og Gustaf Adolf Boltenstern på "Neptun".
Hans von Blixen-Finecke var tvillingebror til Bror von Blixen-Finecke, der var gift med Karen Blixen.
Han var løjtnant i det skånske dragonregiment. I 1915 tog han flyvecertifikat og i 1917 forulykkede han under en test af Södertelge Verkstäders SW 16. På grund af havariet opgav fabrikken denne flymodel.
Hans søn af samme navn vandt to guldmedaljer i military ved Sommer-OL 1952.